# 翡翠樹蛙
翡翠樹蛙屬於樹蛙科，分布在台灣北部南勢溪、北勢溪流域及宜蘭低海拔山區。因為在翡翠水庫附近發現而得名，是台灣特有種。由國立台灣師範大學生命科學系的呂光洋教授發現於1983年。

## 生物特性
特徵：中大型，背部為翠綠色，有細疣狀顆粒。腹白，背腹相交處有條不明顯的白色線條，且股間和大腿內側有黑斑。虹膜、眼線及顳摺皆呈金黃色。雄蛙具有單一外鳴囊。繁殖季：3-11月。雄蛙5-6公分，雌蛙6-8公分。常在丘陵地的矮密樹叢及水容器、水溝附近出沒。

## 保护
本种于2023年被收录入《有重要生态、科学、社会价值的陆生野生动物名录》。

## 外部連結
- YouTube上的翡翠樹蛙鳴叫，《科學人》雜誌